# Похищение президента
«Похищение президента» (англ. The Kidnapping Of The President) — художественный фильм 1980 года канадского режиссёра Джорджа Менделюка, снятый по сценарию Ричарда Мерфи и Чарльза Темплтона по произведению последнего.
Теглайн фильма: «Немыслимо. Невероятно. Неслыханно... но это может случиться завтра!»

## Сюжет
В ходе дипломатического визита президента США в Торонто (Канада), президента похищает южноамериканский террорист и его подружка, и удерживают в бронированном фургоне, напичканном взрывчаткой. Агент секретной службы пытается спасти президента до полуночи, когда фургон должен взорваться.

## Создатели фильма

### В ролях
- Уильям Шетнер — Джерри О’Коннор
- Хэл Холбрук — президент Адам Скотт
- Ван Джонсон — вице-президент Итан Ричардс
- Ава Гарднер — Бет Ричардс
- Мигель Фернандес — Роберто Ассанти
- Синди Гёрлинг — Линда Штайнер
- Элизабет Шепард — Джоан Скотт
- Майкл Дж. Рейнольдс — Маккензи
- Гэри Райнеке — Дитрих

### Съёмочная группа
- Режиссёр — Джордж Менделюк
- Авторы сценария — Ричард Мерфи, Чарльз Темплтон
- Продюсеры — Джордж Менделюк, Джон Райан
- Исполнительный продюсер — Джозеф Сефел
- Редактор — Майкл МакЛэверти
- Композитор — Нэш Слэш, Пол Заза
- Оператор — Майк Моллой

## История проката

### Даты премьер
Даты приведены в соответствии с данными IMDb.
- США — 15 августа 1980
- Канада — 19 сентября 1980
- Финляндия — 28 мая 1982
- Венгрия — 16 декабря 1982

## Номинации
Список наград и номинаций приведён в соответствии с данными IMDb.

### Номинации
| Год  | Событие            | Награда       | Номинант                                    |
| ---- | ------------------ | ------------- | ------------------------------------------- |
| 1981 | Кинопремия «Джини» | Лучший монтаж | Майкл МакЛэверти                            |
| 1981 | Кинопремия «Джини» | Лучший звук   | Майк Хугенбум, Дуглас Гэнтон, Нолан Робертс |